# Biophilia
Biophilia ist das achte Studioalbum in der Solokarriere der isländischen Sängerin Björk. Es erschien am 10. bzw. 11. Oktober 2011 sowohl auf CD als auch auf Vinyl und in einer Reihe von Download-Formaten sowie in Form von Apps für das Apple iPad.
Björks Anspruch mit diesem Album ist, Naturphänomene mit Musik zu verbinden und auszudrücken, wobei sie sich multimedialer Inhalte bedient.

## Der Name des Albums
Der Name des Albums ist von Edward O. Wilsons Biophilie-Hypothese abgeleitet, die von einer instinktiven Verbindung zwischen Menschen und anderen lebenden Systemen ausgeht. Björk dachte zunächst, dass der Begriff Biophilia „Liebe zur Natur“ bedeutet, fand dann aber heraus, dass er „Liebe zum Leben“ bedeutet. Doch sie behielt den Namen bei.

## Geschichte
Björk begann mit der Arbeit an Biophilia nach Ende der Tour für ihr vorheriges Studioalbum Volta. Sie wollte mit Biophilia einerseits die Verbindung von Phänomenen der Natur mit und mittels der Musik darstellen, andererseits einen „erzieherischen“ Auftrag damit verbinden.
Frustriert darüber, dass ihr eigener Musikunterricht zu akademisch und zu sehr auf Komponisten der Klassik und Romantik fixiert gewesen sei, wollte sie mit Biophilia Kindern, aber auch musikalischen Laien musikalische Grundbegriffe mit Hilfe interaktiver Inhalte näherbringen. Sie dachte deshalb zunächst daran, ein leerstehendes Haus in Reykjavík zum „Musik-Museum“ umzubauen, wo jeder Raum einen musikalischen Gedanken repräsentiert hätte.
Im Jahr 2009 bekam sie dann ein Angebot von National Geographic, eine 3D-Naturdokumentation mit ihrer Musik zu drehen. Das Projekt entwickelte sich aber nicht entsprechend. Als 2010 dann das iPad von Apple auf dem Markt erschien, entschloss sie sich die bereits vorliegenden Konzepte und Skripte für ein App-Album zu verwenden.
Björk wollte außerdem für Liveshows die „Physikalität“ von Musik und Geräuschen sichtbar machen und ließ deshalb Instrumente extra für Biophilia herstellen bzw. umbauen, so dass sie elektronisch angesteuert werden können. Ende Juni 2011 wurde Biophilia erstmals live auf dem Manchester International Festival (MIF) der Öffentlichkeit vorgestellt.

## Komposition
Bereits auf bei der Tour für ihr vorhergehendes Album Volta bediente sich Björk Tablet-artiger elektronischer Instrumente mit innovativer Benutzeroberfläche, namentlich des Reactables und des Lemurs. Björk wollte für Biophilia solche und ähnliche Geräte nicht nur als Instrument, sondern auch zum Komponieren einsetzen.
Ihr langjähriger musikalischer Mitarbeiter Damian Taylor arbeitete sich deswegen in die Programmiersprache Max für den Software-Synthesizer Max/MSP ein, programmierte Patches für Max/MSP und verband dieses Programm dann mit Tablet-Oberflächen und auch mit Gamecontrollern. Die Mehrzahl der Biophilia-Songs entstand auf solchen Prä-Tablet-Geräten.
Für Liveauftritte ließ Björk, wie erwähnt, eigens Instrumente herstellen, darunter eine „Gravitationsharfe“ für den Song Solstice, eine „singende Teslaspule“ für Thunderbolt und ein Hybrid aus einer Celesta mit Bronzeplättchen wie man sie aus Gamelan-Orchestern kennt, anstelle der üblichen Stahlplättchen (genannt „Gameleste“) für den Song Crystalline. Für den Song Sacrifice griff sie dagegen auf das von Henry Dagg gebaute „Sharpsichord“, einer Art überdimensionaler Spieldose, zurück.
Björk setzt bei den Biophiliasongs jeweils ein bestimmtes Naturphänomen in Beziehung zu einer musikalischen Struktur. Moon z. B. enthält verschiedene, sich wiederholende musikalische Zyklen. In Thunderbolt finden sich Arpeggios, die die Zeitspanne zwischen Auftreten des Blitzes und dem Hören des Donners symbolisieren. Solstice hat eine Kontrapunkt-artige Struktur, die Bezug zu Planetenbewegungen und der Erdrotation nehmen.
Auch die Liedtexte drücken Naturphänomene metaphorisch aus. Dark Matter nimmt Bezug auf die „unerklärliche“ Dunkle Materie und hat deswegen keinen englischen oder isländischen Text, sondern Björks bekanntes „Gibberish“ (Kauderwelsch). Virus versinnbildlicht die Beziehung zwischen Virus und Zelle als einseitige, parasitäre Liebesbeziehung. Solstice stellt die Gravitationskraft, die zwischen Himmelskörpern herrscht, in Bezug auf die Anziehung zwischen Menschen. Und in Hollow – ein Lied über DNS – vergleicht sich Björk mit einer Perle, aufgereiht auf einer Kette von Vorfahren, und stellt dies in Beziehung zu den Nukleotiden, die auf den DNS-Strängen aufgereiht sind. Björk kommt sich auf diese Weise „transparent“ oder „hohl“ vor, da Menschen vielleicht nichts weiter als die genetische Information ihrer Vorfahren sind.
Auf Biophilia vermeidet Björk bei mehreren Liedern typische Pop-Rhythmen im 4/4-Takt. Solstice besteht aus Abschnitten in 7/4- und 6/4-Takten. Hollow und Moon enthalten 17/8-Takte. Mutual Core hat 5/4-Abschnitte und Virus ist im 3/4-Takt geschrieben.

## Konzepte
Biophilia für das iPad umfasst 10 Apps, die wiederum von einer „Motherapp“ in Form einer animierten 3D-Galaxie aufgerufen werden. Jede App umfasst zum einen den jeweiligen Song, zum anderen ein Spiel oder eine Animation, die den musikalischen Aspekt des jeweiligen Songs hervorheben. Man kann mit Hilfe der App Teile des Songs abspielen oder sogar neu arrangieren.
Beim App für den Song Virus zum Beispiel attackieren Viren mit ihrem DNA-Strang eine Zelle. Ziel des Spieles ist es hier, die Viren am Eindringen in die Zelle zu hindern, womit aber gleichzeitig die Musik in einer Schleife stecken bleibt. Will man den Song in diesem Modus aber ganz hören, muss man dem Angriff der Viren freien Lauf lassen.
Man kann sich die Songs aber auch einfach anhören, wobei die Musik entweder als traditionelle Noten erscheinen oder in einer abstrakteren Form. Björk bedient sich hierbei der Music-Animation-Machine-Software von Stephen Malinowski, die auf das iPad portiert wurde. Begleitet werden die einzelnen Apps von einer musikologischen Abhandlung der Musikwissenschaftlerin Nikki Dibben.

## Trackliste
1. Moon (Björk, Damian Taylor) 5:45
2. Thunderbolt (Björk, Oddný Eir Ævarsdóttir) 5:15
3. Crystalline (Björk) 5:08
4. Cosmogony (Björk, Sjón) 5:00
5. Dark Matter (Björk, Mark Bell) 3:22
6. Hollow (Björk) 5:49
7. Virus (Björk, Sjón) 5:26
8. Sacrifice (Björk) 4:02
9. Mutual Core (Björk) 5:06
10. Solstice (Björk, Sjón) 4:41

## Kooperationen
Für Biophilia arbeitete Björk mit einer Reihe von Multimedia-Künstlern und Instrumentenbauern zusammen. Scott Snibbe zeichnete für die Produktion der Biophilia-Apps verantwortlich. Ein Team von Animatoren und Spieleentwicklern steuerte jeweils eine oder mehrere Apps und Animationen zu Biophilia bei.
Außerdem halfen bei der Produktion altbewährte Kollaborateure wie Damian Taylor und Leila Arab. Dark Matter komponierte sie zusammen mit Mark Bell (von LFO). Der Dichter und Schriftsteller Sjón hat wieder einige Songtexte beigesteuert, wie z. B. für Solstice. Überdies haben eine Reihe von Remixern erheblichen Einfluss auf die Songs selbst gehabt, wie z. B. 16bit (für Mutual Core), Current Value (für Sacrifice) oder Serban Ghenea (für Crystalline).

## Singles und andere Promotion
Da bei Biophilia jeder Song auch als App vorliegt und jede App einzeln erhältlich ist, hat hier die traditionelle Promotion über Singles an Bedeutung verloren.
Im Januar 2011 erschien zunächst eine abgeänderte Version von Cosmogony auf einer App von Touch Press und Faber & Faber mit Bildern des Weltraums von NASA, ESA und JAXA. Am 28. Juni 2011 wurde Crystalline als Lead-Single veröffentlicht. Bereits im Mai 2011 erschien begleitend dazu ein Musikvideo (Regisseur war Michel Gondry). Der Song erschien dann später als Crystalline Series, geremixt von einer Reihe von Künstlern (Serbhan Ghenea, Omar Souleyman, Matthew Herbert). Auch Cosmogony wurde als traditionelle Single veröffentlicht. Am 23. September 2011 erschien überraschend auf Youtube ein Musikvideo für Moon.
Björk hat zudem eigens für Biophilia ihre offizielle Webseite überarbeiten lassen. Sie zeigt eine animierte 3D-Welt, ähnlich derjenigen aus der Biophilia-Mother-App. Sie wurde von M/M Paris entworfen und von der kanadischen Webdesign-Firma Jam3 umgesetzt, die anstelle des sonst für Animationen üblichen Adobe Flash hier ganz auf die Möglichkeiten von HTML5 setzte.

## Artwork
Das Artwork von Biophilia basiert auf einer Photosession von M/M Paris und Inez & Vinoodh. Bei den Aufnahmen sieht man Björk mit einer großen, orangen Perücke und einem braun-goldenen Kleid mit einem „Harfen-Gürtel“ der Designer Three-as-Four. Björk hält einen orangen Kristall. Weiße Ornamente sind über dieses Bild gelegt (von der 3D-Galaxie des Biophilia-Mother-App abgeleitet).
Auf anderen Photos trägt Björk dagegen ein ärmelloses, rotes und blaues Kleid, den Gürtel und hat eine blaue Geode in der Hand.

## Tour
Die Live-Shows für Biophilia sollen laut Björks Vorstellungen nicht aus der üblichen Tour in vielen verschiedenen Städten mit je einem Auftritt bestehen, sondern aus „Residencies“, also längeren Aufenthalten in einer Stadt, wo dann im Verlauf von Wochen mehrere Live-Konzerte aufgeführt werden und in der restlichen Zeit Musik-Workshops für Kinder stattfinden sollen. Als Orte für diese Residencies schweben Björk vor allem technische Museen vor.
Das Live-Debüt von Biophilia fand in Manchester vom 30. Juni bis 19. Juli 2011 auf der MIF statt. Eine zweite Residency wurde in Reykjavík im Konzert- und Veranstaltungszentrum Harpa vom 12. Oktober bis 7. November 2011 abgehalten. Als Orte für weitere Residencies werden New York City und Santiago de Compostela gehandelt. Insgesamt sind acht solcher Aufenthalte in einem Zeitraum von drei Jahren geplant.
2012 will Björk zusätzlich auf Festivals auftreten.

## Kritik
Biophilia wurde überwiegend wohlwollend aufgenommen und sein innovatives App-Konzept herausgestellt.

„[…] mag Biophilia in seinem multimedialen, gesamtkünstlerischen Verpackungsanspruch neue, oder zumindest ungewöhnliche Wege gehen, rein musikalisch ist diese Platte so etwas wie eine graphische Abbildung der letzten knapp zwanzig Björk-Jahre.“

„Die Versöhnung von Natur und Technik, Genesis trifft Urknall-Theorie, die Verbindung zwischen Mond-Zyklen und musikalischen Strukturen, all das sollte nicht die Ohren verstellen für die berückende Klangschönheit, die „Biophilia“ über weite Strecken entfaltet. Denn das Album trägt auch völlig ohne optisches Spektakel und losgelöst von den Apps.“